# ISO 3166-2:EC
ISO 3166-2:EC és el subconjunt per a l'Equador de l'estàndard ISO 3166-2, publicat per l'Organització Internacional per Estandardització (ISO) que defineix els codis de les principals subdivisions administratives.
Actualment per a l'Equador l'estàndard ISO 3166-2 està format per 24 províncies.
Cada codi es compon de dues parts, separades per un guió. La primera part és EC, el codi ISO 3166-1 alfa-2 per a l'Equador. La segona part és una o dues lletres, originalment i actualment encara utilitzades per a les matrícules de vehicles amb unes quantes excepcions.

## Codis actuals

Divisions administratives d'Equador

Els noms de les subdivisions estan llistades segons l'ISO 3166-2 publicat per la "ISO 3166 Maintenance Agency" (ISO 3166/MA).
| Codi  | Nom de la subdivisió (es)      |
| ----- | ------------------------------ |
| EC-A  | Azuay                          |
| EC-B  | Bolívar                        |
| EC-F  | Cañar                          |
| EC-C  | Carchi                         |
| EC-H  | Chimborazo                     |
| EC-X  | Cotopaxi                       |
| EC-O  | El Oro                         |
| EC-E  | Esmeraldas                     |
| EC-W  | Galápagos                      |
| EC-G  | Guayas                         |
| EC-I  | Imbabura                       |
| EC-L  | Loja                           |
| EC-R  | Los Ríos                       |
| EC-M  | Manabí                         |
| EC-S  | Morona-Santiago                |
| EC-N  | Napo                           |
| EC-D  | Orellana                       |
| EC-Y  | Pastaza                        |
| EC-P  | Pichincha                      |
| EC-SE | Santa Elena                    |
| EC-SD | Santo Domingo de los Tsáchilas |
| EC-U  | Sucumbíos                      |
| EC-T  | Tungurahua                     |
| EC-Z  | Zamora-Chinchipe               |